# Mizuma-gun

Landkreis Mizuma seit 2005 in der Präfektur Fukuoka

Mizuma (jap. 三潴郡 Mizuma-gun) ist heute ein Landkreis der Präfektur Fukuoka in Japan. 
Zum 1. September 2020 hatte 13.847 Einwohner auf einer Fläche von 18,44 km². Die seit 2005 einzige verbliebene Gemeinde ist Ōki.